# کانیفریل آلدهید
کانیفریل آلدهید (به انگلیسی: Coniferyl aldehyde) با فرمول شیمیایی C۱۰H۱۰O۳ یک ترکیب شیمیایی با شناسه پاب‌کم ۵۳۵۲۹۰۴ است. که جرم مولی آن 178.18 g/mol می‌باشد. 